# Umberto Bernasconi
Pour les articles homonymes, voir Bernasconi (homonymie).
Umberto Bernasconi, né le 17 décembre 1912, est un ancien joueur de basket-ball uruguayen.

## Palmarès
- Champion d'Amérique du Sud 1932
- Champion d'Amérique du Sud 1939
- Champion d'Amérique du Sud 1935, 1938